# Thilo von Trotha
Thilo von Trotha (ur. 19 maja 1940 w Gerze) – niemiecki prawnik i autor tekstów przemówień.

## Kariera
Trotha dorastał w Weimarze. W 1955 r. przybył jako uchodźca polityczny bez rodziców do Republiki Federalnej Niemiec. Po zdaniu matury w Hanowerze studiował prawo na uniwersytetach w Bonn i Koblencji. W 1971 r. uzyskał doktorat w Kolonii. Po studiach pracował między innymi jako autor przemówień dla posłów niemieckiego Bundestagu. Był też osobistym asystentem sekretarza stanu w jednym z ministerstw.
W 1974 r. przeniósł się do Kancelarii Federalnej i do roku 1980 pracował jako jeden z autorów przemówień kanclerza Niemiec Helmuta Schmidta. Od 1981 roku jest autorem przemówień dla ważnych osobistości z branży, biznesu i polityki we własnej agencji.
W 1990 roku Trotha założył akademię dla autorów przemówień, a w 1998 roku wraz z innymi autorami przemówień założył stowarzyszenie Verband der Redenschreiber deutscher Sprache (VRdS), którego prezesem był do maja 2006 roku. Obecnie stowarzyszenie składa się z 450 autorów przemówień z Niemiec, Austrii i Szwajcarii. 
W styczniu 2009 r. został odznaczony Federalnym Krzyżem Zasługi na Wstążce za swoje zasługi dla wspierania kultury przemówień i rozwoju demokracji.